# Saprosma longifolium
Saprosma longifolium är en måreväxtart som beskrevs av Charles-Joseph Marie Pitard. Saprosma longifolium ingår i släktet Saprosma och familjen måreväxter.
Artens utbredningsområde är Vietnam. Inga underarter finns listade i Catalogue of Life.